# Бад-Гайльбрунн
Бад-Гайльбрунн (нім. Bad Heilbrunn) — громада в Німеччині, розташована в землі Баварія. Підпорядковується адміністративному округу Верхня Баварія. Входить до складу району Бад-Тельц-Вольфратсгаузен.
Площа — 40,32 км2. Населення становить 3945 ос. (станом на 31 грудня 2020).